# Frances Farrand Dodge
Frances Farrand Dodge, née le 22 novembre 1878 à Lansing et morte le 12 janvier 1969 à Deep Water Point dans le Maryland, est une artiste américaine, aquarelliste, lithographe et enseignante.

## Famille et études
Elle est la fille de Ann E. Shank et de Hart Augustus Farrand. Frances étudie tout d'abord à la Central High School de Lansing, dans le Michigan, jusqu'en 1898, et ensuite à la Michigan State University. Joseph Pennell lui enseigne la technique de l'eau-forte à la Art Students League de New York. Elle épouse, en 1907, Arthur C. Dodge.

## Carrière
Frances Farrand Dodge tout au long de sa carrière est l'objet d'expositions personnelles, comme à la Pennsylvania Academy of Fine Arts, l'Art Institute of Chicago avec la Chicago Society of Etchers, le Cincinnati Institute of Fine Arts ou encore à la Print Makers Society of California. En 1921, elle obtient le second prix de la Fine Arts Competition de la Minnesota State Fair. Ces œuvres font partie de collections prestigieuses comme celles du Smithsonian American Art Museum, du Mobile Museum of Art ou encore de l'University of Nebraska State Museum.